# Stjernen Hockey
Stjernen Hockey je profesionální norský hokejový klub. Byl založen v roce 1935.